# Antitrogus setifer
Antitrogus setifer är en skalbaggsart som beskrevs av Britton 1978. Antitrogus setifer ingår i släktet Antitrogus och familjen Melolonthidae. Inga underarter finns listade i Catalogue of Life.